# Charles-André Poissonnier
Pour les articles homonymes, voir Poissonnier (homonymie).
Frère Charles-André Poissonnier (شقيق شارل اندريه ; né à Roubaix le 30 octobre 1897 et mort à Marrakech le 18 février 1938) est un prêtre français qui a consacré sa vie à Dieu et au Maroc, inspiré de Saint François et de Charles de Foucauld.

## Biographie
André Poissonnier naît à Roubaix dans une famille chrétienne très nombreuse, sixième de huit enfants dont Étienne, prêtre. Pendant sa retraite de fin d'études en 1915 il entend parler du Père de Foucauld, qui inspirera toute sa vie chrétienne. À 22 ans, en 1919, il part rejoindre son frère au Maroc apprenant pour cela le berbère et l'arabe : cette année-là, il fait cinquante kilomètres à cheval et trente dans un wagon de marchandises à découvert pour suivre la messe à Rabat. Il lit une vie de Charles de Foucauld, de René Bazin, mais le Père de Foucauld, venait de mourir sans fonder d'Ordre religieux et il ne peut donc y entrer, mais plus tard il dira qu'il l'aurait fait si cela avait été possible : il entre donc chez les franciscains en 1923 au noviciat d'Amiens puis au scholasticat de Mons, prenant le nom de Frère Charles-André (choisissant le prénom Charles en référence à Charles de Foucauld) à sa prise d’habit franciscaine.
Il suivit envers les musulmans les intuitions de saint François sur l'attitude évangélique comme celles de Charles de Foucauld. Il se lie avec le Père Peyriguère avec lequel il partage un même amour du Maroc et de la pauvreté et une même tâche au dispensaire. Il écrivit : « J'ai l'impression qu'en moi le Christ s'est fait Marocain et il aime à prier pour ses frères marocains ». Il vit d'abord à Marrakech, puis à Tazart et enfin à Abadou en haute montagne. Dans la plaine, il assure le service des Européens chrétiens de Tamelelt. A Tazart, sont inaugurés un dispensaire et une chapelle, il y mène une vie d'ermite jusqu'en 1938, recevant les malades au dispensaire, se définissant lui-même comme « l'ermite des pouilleux », mais sa bonté le faisait surnommer « l'homme aux mains de lumière ». Il distribue du pain à parfois trois mille personnes en une journée, les soignant ensuite dans les collines avoisinantes, à leur domicile éloigné, enterrant les morts, victimes de la famine ou de l'épidémie de typhus, ne cherchant pas à éviter la proximité des indigènes. Il meurt d'ailleurs de cette maladie le 18 février 1938, à l’âge de 40 ans : « donner sa vie par amour pour Jésus considéré à travers des frères, c'est le plus désirable des sorts ».
Son ami franciscain Abel Fauc fonde avec Mère Véronique un petit monastère de moniales de la Résurrection originaires d'Aubazine en Corrèze qui s'installe dans l'ermitage de Tazzert qui est dédié à la Visitation.

## Citation
« C’est au nom de tous ceux qui m’entourent que je prie, que j’adore. Devenu en quelque sorte marocain par mon incorporation à ce peuple auquel je vis très mêlé, et par ailleurs devenu membre du Christ par ma foi, j’ai l’impression qu’en moi le Christ s’est fait marocain, aime à prier lui-même pour ses frères marocains » (Lettre aux scouts de Metz, 1938).